# Sagareyo
Sagareyo (en georgiano: საგარეჯო) es una ciudad en el sureste de Georgia, ubicada en el centro de la región de Kajetia y siendo la capital del municipio homónimo. La ciudad es la sede de la eparquía de Sagareyo.

## Toponimia
El topónimo Sagareyo significa "de Gareya", y fue adoptado con el tiempo para hacer referencia a que el área pertenecía al monasterio de David Gareya. 

## Geografía
Sagareyo se ubica unos 30 km al este de Tiflis.

### Clima
| Parámetros climáticos promedio de Sagareyo (1991-2020) | Parámetros climáticos promedio de Sagareyo (1991-2020) | Parámetros climáticos promedio de Sagareyo (1991-2020) | Parámetros climáticos promedio de Sagareyo (1991-2020) | Parámetros climáticos promedio de Sagareyo (1991-2020) | Parámetros climáticos promedio de Sagareyo (1991-2020) | Parámetros climáticos promedio de Sagareyo (1991-2020) | Parámetros climáticos promedio de Sagareyo (1991-2020) | Parámetros climáticos promedio de Sagareyo (1991-2020) | Parámetros climáticos promedio de Sagareyo (1991-2020) | Parámetros climáticos promedio de Sagareyo (1991-2020) | Parámetros climáticos promedio de Sagareyo (1991-2020) | Parámetros climáticos promedio de Sagareyo (1991-2020) | Parámetros climáticos promedio de Sagareyo (1991-2020) |
| Mes                                                    | Ene.                                                   | Feb.                                                   | Mar.                                                   | Abr.                                                   | May.                                                   | Jun.                                                   | Jul.                                                   | Ago.                                                   | Sep.                                                   | Oct.                                                   | Nov.                                                   | Dic.                                                   | Anual                                                  |
| ------------------------------------------------------ | ------------------------------------------------------ | ------------------------------------------------------ | ------------------------------------------------------ | ------------------------------------------------------ | ------------------------------------------------------ | ------------------------------------------------------ | ------------------------------------------------------ | ------------------------------------------------------ | ------------------------------------------------------ | ------------------------------------------------------ | ------------------------------------------------------ | ------------------------------------------------------ | ------------------------------------------------------ |
| Temp. máx. abs. (°C)                                   | 19.7                                                   | 20.8                                                   | 25.7                                                   | 31.5                                                   | 32.3                                                   | 33.8                                                   | 37.0                                                   | 39.0                                                   | 34.5                                                   | 30.2                                                   | 26.2                                                   | 20.5                                                   | 39.0                                                   |
| Temp. máx. media (°C)                                  | 6.1                                                    | 7.2                                                    | 11.4                                                   | 16.9                                                   | 21.8                                                   | 26.2                                                   | 28.8                                                   | 28.9                                                   | 24.1                                                   | 18.1                                                   | 11.5                                                   | 7.7                                                    | 17.4                                                   |
| Temp. mín. media (°C)                                  | -1.4                                                   | -1.2                                                   | 2.1                                                    | 6.6                                                    | 11.3                                                   | 15.4                                                   | 18.2                                                   | 18.2                                                   | 14.1                                                   | 9.2                                                    | 3.5                                                    | 0.0                                                    | 8.0                                                    |
| Temp. mín. abs. (°C)                                   | -11.5                                                  | -16.0                                                  | -6.4                                                   | -5.9                                                   | 1.7                                                    | 6.0                                                    | 8.7                                                    | 10.7                                                   | 4.4                                                    | -1.7                                                   | -7.8                                                   | -10.9                                                  | -16.0                                                  |
| Precipitación total (mm)                               | 26.2                                                   | 32.1                                                   | 56.7                                                   | 97.1                                                   | 103.3                                                  | 86.2                                                   | 60.1                                                   | 50.8                                                   | 59.8                                                   | 79.4                                                   | 49.6                                                   | 30.8                                                   | 732.1                                                  |
| Días de precipitaciones (≥ 1.0 mm)                     | 5.0                                                    | 5.8                                                    | 8.1                                                    | 10.3                                                   | 11.1                                                   | 8.4                                                    | 5.9                                                    | 5.6                                                    | 6.5                                                    | 8.4                                                    | 6.3                                                    | 5.1                                                    | 86.5                                                   |
| Fuente: NOAA                                           |                                                        |                                                        |                                                        |                                                        |                                                        |                                                        |                                                        |                                                        |                                                        |                                                        |                                                        |                                                        |                                                        |

## Historia
Se conoce la existencia de la localidad desde el siglo XI, cuando se menciona con el nombre de Tvali. A lo largo de la Edad Media y más allá, Sagareyo fue un importante punto estratégico-económico. Por aquí pasaba la carretera de tránsito comercial de Tiflis a Kajetia.
En el siglo XVII, Tvali perteneció al monasterio ortodoxo georgiano de David Gareya, más al sur. Desde los siglos XVII y XVIII, el lugar se llamaba Tval-Sagareyo (traducido como Tval, poseído por Gareya).
Fue en el siglo XIX cuando Sagareyo obtuvo su nombre actual. En 1929, se convirtió en el centro del raión de Garekajeti, que pasó a llamarse raión de Sagareyo en 1933. El lugar adquirió el estatus de asentamiento de tipo urbano el 26 de enero de 1961 y su condición de ciudad en 1962.
El 20 de enero de 2023 se produjo un tiroteo masivo en Sagareyo. Un hombre abrió fuego desde el balcón de su apartamento, matando a cuatro personas e hiriendo a otras cinco. Luego disparó y mató a un oficial de policía que acudió antes de suicidarse.

## Demografía
La evolución demográfica de Sagareyo entre 1897 y 2022 fue la siguiente:
| 4359                                            | 6872 | 8074 | 9985 | 11 661 | 14 563 | 11 920 | 10 871 | 10 359 |
| (Fuente: Population of Georgia in Soviet times) |      |      |      |        |        |        |        |        |

Históricamente, la población de Sagareyo ha sido mayoritariamente georgiana.
|              | 1939      | 1939       | 2014      | 2014       |
| Grupo étnico | Población | Porcentaje | Población | Porcentaje |
| ------------ | --------- | ---------- | --------- | ---------- |
| Georgianos   | 6176      | 89,9%      | 10 733    | 98,73%     |
| Rusos        | 109       | 1,6%       | 35        | 0,32%      |
| Ucranianos   | 109       | 1,6%       | -         | -          |
| Armenios     | 464       | 6,4%       | 39        | 0,36%      |
| Osetios      | 3         | 0,1%       | -         | -          |
| Yazidíes     | -         | -          | 25        | 0,23%      |
| Judíos       | 40        | 0,6%       | -         | -          |
| Alemanes     | 22        | 0,3%       | -         | -          |
| Griegos      | 50        | 0,8%       | -         | -          |
| Asirios      | 1         | 0,1%       | -         | -          |
| Azeríes      | 3         | 0,1%       | -         | -          |
| Kurdos       | 1         | 0,1%       | -         | -          |
| Total        | 6872      | 100%       | 10 871    | 100%       |

## Economía
En Sagareyo hay empresas del sector alimentario (vino, conservas, lácteos) y del sector de materiales de construcción.

## Infraestructura

### Transporte
Sagareyo se encuentra sobre la carretera S5, que lleva de Tiflis a Bakú.

## Personas destacadas
- Leván Tediashvili (1948): deportista soviético retirado especialista en lucha libre olímpica donde llegó a ser campeón olímpico en Múnich 1972.
- Goga Bitadze (1999): baloncestista georgiano que pertenece a la plantilla de los Orlando Magic de la NBA y juega en la posición de pívot.